# 黄白喉霸鹟
，是雀形目霸鹟科的一种鸟类，属于单型的黄白喉霸鹟属（学名：Tyrannopsis）。

## 特征
黄白喉霸鹟体重约53.6克，翼长约10.62厘米，喙宽度约8.2毫米，喙厚度约6.3毫米，嘴峰长约21.1毫米，跗蹠长约20.4毫米，尾长约75.8毫米。
黄白喉霸鹟是留鸟，栖息在林地，它们是食肉动物，主要以昆虫、蜘蛛等陆生无脊椎动物为食。它们分布在委内瑞拉南部和圭亚那到玻利维亚北部和巴西亚马逊州，以及特立尼达岛。